# Heinrich Grenser
Johann Heinrich Wilhelm Grense (Dresda, 5 marzo 1764 – Dresda, 12 dicembre 1813) è stato un costruttore tedesco di strumenti musicali.

## Biografia
Dal 1779 al 1786 fu apprendista presso la bottega di suo zio, August Grenser, liutaio di Dresda, e dopo il suo apprendistato continuò a lavorare nella bottega di August, rilevandola nel 1796. Heinrich Grenser inventò una prima forma di clarinetto basso nel 1793, e potrebbe essere stato l'inventore del clarinetto contralto, iniziandone la produzione nel 1808.
Morì a Dresda nel 1813. Un inventario del 1978 elenca 127 suoi strumenti sopravvissuti, la maggior parte dei quali fagotti e flauti, ma anche corni di bassetto, clarinetti, Oboe, fagottini e un esemplare ciascuno di clarinetto basso, corno inglese, oboe d'amore, corno basso, controfagotto, corno da caccia e flauto dolce.